# Пролин
Проли́н (пирролидин-α-карбоновая кислота) — гетероциклическая аминокислота, в которую атом азота входит в составе вторичного, а не первичного, амина. Существует в двух оптически изомерных формах — L и D, а также в виде рацемата.
L-пролин — одна из двадцати протеиногенных аминокислот. Считается, что пролин входит в состав белков всех организмов. Особенно богат пролином основной белок соединительной ткани — коллаген. В составе белков атом азота в молекуле пролина не связан с атомом водорода, таким образом, пептидная группировка X-Pro не может быть донором водорода при формировании водородной связи. Обладая конформационно жёсткой структурой, пролин сильно изгибает пептидную цепь. Участки белков с высоким содержанием пролина часто формируют вторичную структуру полипролиновой спирали II типа.
Из-за своей структуры пролин иногда называют иминокислотой, однако это не соответствует номенклатуре ИЮПАК для иминов и считается устаревшим.

## История
В чистом виде пролин впервые получил в 1900 г. немецкий химик-органик Рихард Вильштеттер получивший эту аминокислоту при изучении н-метилпролина. Через год другой немецкий химик — Франц Фишер опубликовал схему синтеза пролина из фталимида пропилмалонового эфира и он же дал название веществу от слова «пирролидин», ядро которого входит в молекулу пролина.

## Физические и химические свойства.
Представляет собой бесцветные, легко растворимые в воде кристаллы, плавящиеся при температуре около 220 °C. Также хорошо растворим в этаноле, хуже — в ацетоне и бензоле, нерастворим в диэтиловом эфире.
В организме пролин синтезируется из глутаминовой кислоты.
Пролин, как и гидроксипролин, в отличие от других аминокислот, не образует с нингидрином пурпура Руэмана, а дает жёлтое окрашивание.
В составе коллагена пролин при участии аскорбиновой кислоты окисляется в гидроксипролин. Чередующиеся остатки молекулы пролина и гидроксипролина способствуют созданию стабильной трёхспиральной структуры коллагена, придающей молекуле прочность.

## Лабораторный синтез пролина
Рацемическая смесь L- и D-пролина может быть получена из диэтилового эфира малоновой кислоты и акрилонитрила: